# Killerman
Killerman ist ein Action-Drama von Malik Bader, das im Juli 2019 im Rahmen des Fantasia International Film Festivals in Montreal seine Premiere feierte und am 8. August 2019 in die deutschen Kinos kam.

## Handlung
Geldwäscher Moe lässt sich auf Druck seines Freundes auf einen Deal mit korrupten Polizisten ein, die zum Schein Drogen aus der Asservatenkammer verkaufen wollen. Es kommt zu einem Schusswechsel, bei dem es den beiden gelingt, sowohl die Drogen als auch das Geld zu erbeuten. Im Laufe der anschließenden Verfolgungsjagd durch die Polizisten kommt es zu einem tragischen Autounfall, bei dem der Geldwäscher Moe sein Gedächtnis verliert.

## Produktion
Regie führte Malik Bader, der auch das Drehbuch schrieb und im Film in der Rolle von Martinez zu sehen ist. Liam Hemsworth spielt Moe, Emory Cohen ist in der Rolle von Skunk zu sehen.
Die deutsche Synchronisation entstand nach der Dialogregie von Christian Schneider im Auftrag der Scalamedia GmbH, Berlin. Leonhard Mahlich leiht in der deutschen Fassung Moe seine Stimme, Tim Sander Skunk und Maria Hönig Lola.
Die Filmmusik komponierten Julian DeMarre und der deutsche Filmkomponist und Musikproduzent Heiko Maile. Der Soundtrack, der insgesamt 20 Musikstücke umfasst, soll am 30. August 2019 von Varese Sarabande als Download veröffentlicht werden.
Mitte Juli 2019 wurde ein erster deutscher Trailer vorgestellt. Der Film feierte im Juli 2019 im Rahmen des Montreal Fantasia International Film Festival seine Premiere. Am 8. August 2019 kam er in die deutschen Kinos. Ein Kinostart in den USA erfolgte am 30. August 2019.

## Altersfreigabe
In den USA erhielt der Film von der MPAA ein R-Rating, was einer Freigabe ab 17 Jahren entspricht. In Deutschland wurde der Film von der FSK ab 16 Jahren freigegeben. In der ungekürzten Fassung erhielt er keine Jugendfreigabe. In der FSK-16-Freigabebegründung heißt es, einige Darstellungen von brutaler Gewalt sowie die Ambivalenz der Figuren, die zunehmend amoralisch handeln, könnten Kinder und Jugendliche unter 16 Jahren überfordern. Da die Gewalt jedoch überwiegend im Off stattfindet und das geschlossene Gangstersetting in New York kaum Identifikationsmöglichkeiten für Jugendliche biete, seien 16-Jährige bereits in der Lage, diese Aspekte zu verarbeiten.

## Rezeption
Doris Kuhn schrieb in der Süddeutschen Zeitung: „Ein großartig altmodisches Szenario, und das wird den ganzen Film über so weitergehen. Man sieht New York mal wieder richtig dreckig […] Man spürt die Energie der Stadt, in der jeder unbedingt ein Geschäft machen will, in der Luft liegen Kapitalismus und Hysterie.“ Über die Darstellung der Polizisten liest man folgendes: „Diese New Yorker Cops hat Malik Bader ungewöhnlich roh gezeichnet, es weht um sie, wie überhaupt durch die Hälfte des Films, ein Hauch von Sam Peckinpah. Dazu trägt auch Maliks Inszenierung bei, die knapp und realistisch ist, alles hell, alles bewegt, es wird angenehm wenig erklärt.“
In der Filmkritik von Bianca Piringer erfährt man, dass der Film genüsslich in seinen Versatzstücken und Klischees schwelgt. Dem Film fehle es nicht an Action- und Gewaltszenen, „[d]ie Kamera und die Montage wirken sehr dynamisch in diesem auf analogem Filmmaterial gedrehten Thriller.“ Doch „[d]ie wahre Belohnung erwartet die Genrefans mit einer überraschenden Wendung am Schluss, die in eine spannende ethische Entscheidung mündet.“
In der Augsburger Allgemeinen kommt Martin Schwickert zu dem Schluss, der Film sei ein fader Actionthriller mit narrativem Nonsens. Zum Hauptdarsteller schreibt er: „Liam Hemsworth scheitert hier sowohl als weinerlicher Amnesie-Patient wie als beinharter Racheheld auf fast schon bemitleidenswerte Weise.“